# Грізний Містеріо
«Грізний Містеріо» (англ. The Menace of Mysterio) — п'ята серія мультсеріалу "Людина-павук" 1994 року.

## Сюжет
Людину-павука звинувачують у пограбуванні єгипетського музею. Пізніше виявляється, що музей пограбував злочинець Містеріо, перевдягнений у костюм героя. Пітер розуміє, що його підставили, але Джона Джеймсон і весь Нью-Йорк звинувачує саме Людину-павука, а Містеріо називають героєм. Після битви з Містеріо на Бруклінському мості, у якій він ледь не загинув, Пітер вирішує закінчити з геройськими подвигами. Але детектив Террі Лі вірить, що Людину-павука підставили і вирішує звернутися за допомогою до Пітера фотографа Людини-павука, але той відмовляється. Террі читає Пітеру лекцію і він вирішує знову перевдягтись у костюм і очистити своє добре ім'я. Пітер вирішує дізнатися, чому їх битва відбулась саме на Бруклінському мості. Людина-павук і Террі дізнаються справжнє ім'я Містеріо — Квентін Бек. Пітер вирішує взяти реванш, але спочатку йому потрібно перебороти ілюзії Містеріо. 

## У ролях
- Крістофер Деніел Барнс — Пітер Паркер/Людина-павук
- Лінда Гері — тітка Мей Паркер
- Брайан Кіт — дядько Бен Паркер
- Грегг Бергер — Квентін Бек/Містеріо
- Едвард Еснер — Джона Джеймсон
- Сара Баллантайн — Мері Джейн Ватсон
- Доунн Льюіс — лейтенант Террі Лі